# マエバリ帝国の逆襲
『マエバリ帝国の逆襲』（マエバリていこくのぎゃくしゅう）は2006年4月21日にArk Shellより発売された恋愛アドベンチャーゲーム。

## 解説
異星人に占拠された地球を舞台に繰り広げられるコメディ作品である本作は、前貼りフェティシズムをメインにしつつも、ふたなり化や触手や分身、さらには身体サイズの変化といったサイエンス・フィクション要素が含まれた内容となっている。
2007年3月29日には電脳CLUBより、DVDプレイヤーズゲーム版が発売された。

## あらすじ
200X年、地球を侵略しに来た異星人・マエバリ星人の前に人類はなすすべもなく敗北したものの、マエバリ星人たちは自らのテクノロジーをもって地球の諸問題を解決した。その一方で、マエバリ星人は地球の女性に対して前貼りの着用を義務づけた。
当初地球人たちはこの要求に対してしぶしぶ従っているだけだったが、マエバリ星人の広報活動もあって受け入れられるようになり、現在では前貼りの記念日ができるほどだった。
また、マエバリ星人が外交のために送り込んだ親善大使たちは、地球人たちから美少女としてもてはやされた。
そんなある日、平凡な学生・組原和哉の自宅が、マエバリ星人の日本大使館にされてしまった。

## 登場キャラクター
組原　和馬（くみはらかずま）
本作の主人公である平凡な学生で、自宅をマエバリ星人の大使館に指定されてしまう。 もともと助平な性格で、マエバリ星人が前貼り着用を義務付けたときは大喜びした。
アリエル・アリステア
声：寧々
日本担当のマエバリ星の親善大使。性格は温厚だが前貼りの普及に情熱をかけている。また、母星の高度な科学技術で騒動を起こしてしまうトラブルメーカーでもある。
和馬に対しては恋人のように接する。
芹沢　みなみ（せりざわみなみ）
声：三条リカ
主人公の幼馴染であり、かつては恋人同士だった。あまり遠慮しない性格で、別れた後も彼の世話を焼いており、料理の出来ない胡桃の代わりに家事も引き受けている。
姫咲　桜子（ひめさきさくらこ）
声：不二まどか
主人公の学校の風紀委員長。質素で清楚ながらも、胸に情熱を秘めている。主人公に想いを寄せるあまりアリエルに嫉妬してしまう。
組原　胡桃（くみはらくるみ）
声：夏川菜々美
主人公の姉で、レストラン「アルタム」のマネージャー。仕事はよくできるが、実弟以外の異性への関心が薄い。
芹沢　斉昭（せりざわなりあき）
主人公の親友でありみなみの兄でもある。

## スタッフ
- 原画：和馬村正
- シナリオ：LONE GUY

## 主題歌
オープニングテーマ『マエバリ推進条例ソング』
- 歌：maiko/作詞：マエバリーズ/作曲：音魔人

エンディングテーマ『マエバリ着用音頭』
- 歌：maiko/作詞：マエバリーズ/作曲：音魔人

## 評価
ライターのSunoは、レビューサイト・MediaClipに寄せた記事の中で本作をなんでもありの明るいバカゲーと評しつつも、「せっかくタイトルにマエバリがついているのに、前貼りを用いたHシーンが少なかった」とも指摘した。